# Абакумово (Старицький район)
Абакумово — село Кореніченського сільського округу в Старицькому районі Тверської області, за 8 км від села Кореничено, за 18 км від міста Стариці. Розташоване в низині, недалеко від річки Неклюдовки. Береги річки багнисті, течія швидка, маються вири. Ґрунт навколо села підзолистий, глинистий.